# Metacopa variipennis
Metacopa variipennis là một loài bọ cánh cứng trong họ Cerambycidae.